# 朱健栻
高密安簡王朱健栻（1492年—1536年），明朝魯藩第二代高密王，高密康穆王朱當湄的嫡長子。

## 生平
弘治九年（1496年）正月，獲賜名健栻。正德四年（1509年）十月，高密康穆王朱當湄去世。正德七年（1512年）閏五月，朱健栻襲封高密王。
嘉靖十五年（1536年），朱健栻去世，享年四十五歲，諡號安簡。三年後，嫡長子朱觀煐襲爵。

## 家庭

### 妻
- 妃王氏，曲陽縣知縣王賓女

### 子
- 嫡長子：高密長子→高密昭和王朱觀煐
- 第二子：鎮國將軍朱觀熤，後管理高密王府事[6]
- 第三子：鎮國將軍朱觀□
- 第四子：鎮國將軍朱觀烈

### 女
- 陽夏縣主，儀賓陸岱
- 仙源縣主，儀賓白大材[7]